# Dunö
Dunö – miejscowość (tätort) w Szwecji, w regionie administracyjnym (län) Kalmar, w gminie Kalmar.
Według danych Szwedzkiego Urzędu Statystycznego liczba ludności wyniosła: 419 (31 grudnia 2015), 414 (31 grudnia 2018) i 430 (31 grudnia 2019).